# Mongar
Mongar es un pueblo y la capital del distrito de Mongar, en el este de Bután. En 2005 contaba con una población de 3502, mientras que en 2019 presentaba 4452 habitantes.

## Urbanismo

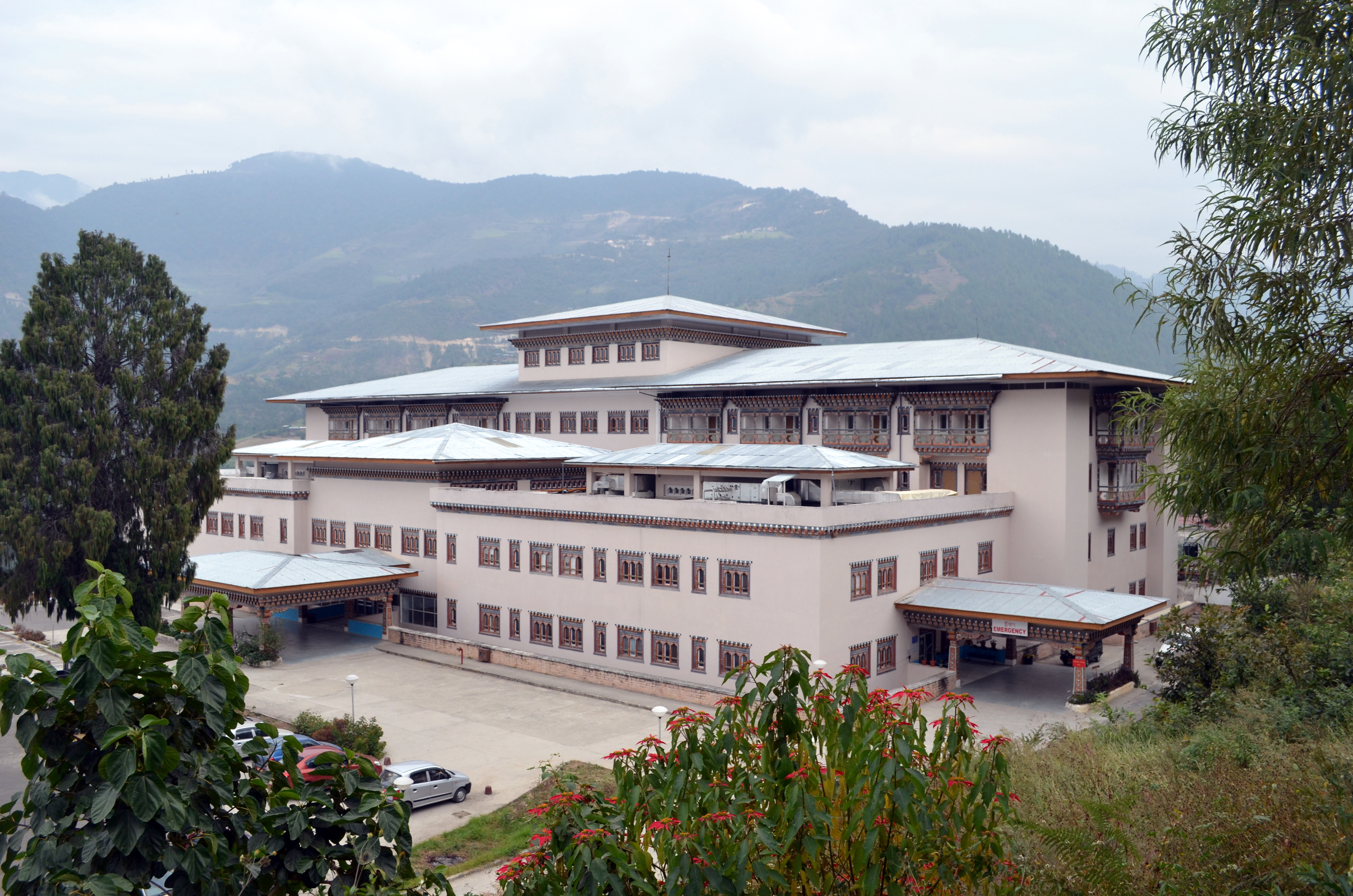
Hospital Regional de Referencia en Mongar

Como muchos otros asentamientos en el este de Bután, la ciudad de Mongar está situada sobre una colina en lugar de al fondo de un valle, a 1600 metros sobre el nivel del mar. Esta ciudad es considerada uno de los centro comerciales más relevantes de la zona oriental, con abundantes viajeros y comerciantes.
La calle principal está llena de edificios de piedra pintados de forma tradicional con fachadas y terrazas de madera. Cerca de la torre del reloj hay una gran rueda de plegaria alrededor de la cual la gente se reúne. Los restaurantes locales ofrecen una variedad de cocina india y butanesa.

## Cultura

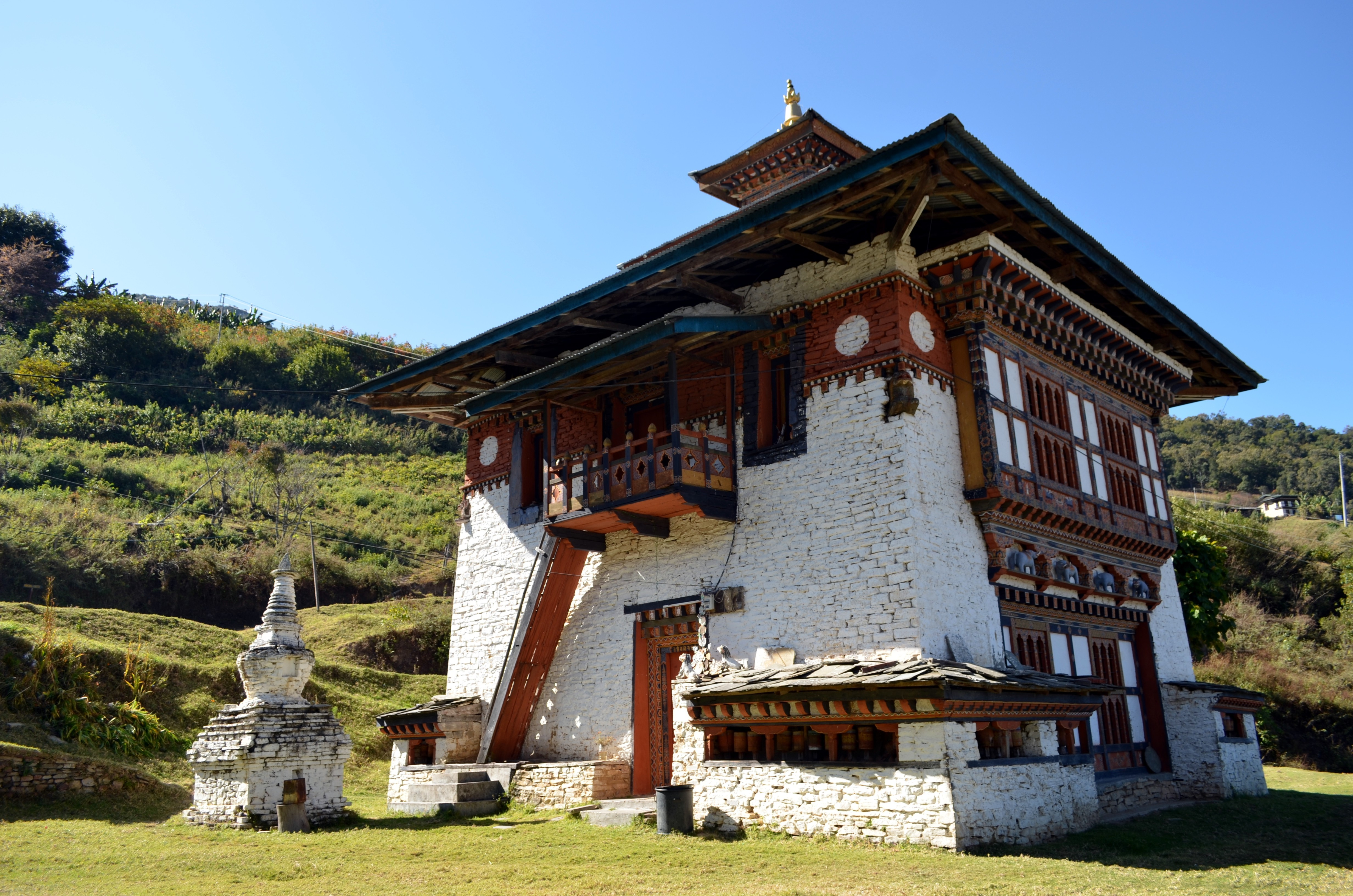
El Lhakhang Yagang en Monngar

La ciudad destaca en monumentos religiosos. Entre ellos destaca el dzong de Mongar, un monasterio-fortaleza levantado en el 1930 siguiendo la arquitectura tradicional butanesa. A diferencia de otras fortalezas, esta se encuentra en un terreno poco estratégico  plano. Cuenta con objetos sagrados que otrora pertenecían al dzong Zhongar, ahora en ruinas. Otro monasterio relevante es el lhakhang Yagang, levantado en el siglo XVI por el hijo menor de Pema Lingpa, Sangdag.